# Abril Sosa
Miguel Adolfo Sosa, conocido por su nombre artístico Abril Sosa o actualmente Aprile (Buenos Aires, 22 de julio de 1981), es un músico, productor musical, pintor y poeta argentino. Es conocido por haber sido el baterista fundador de Catupecu Machu, además de vocalista y guitarrista del grupo Cuentos Borgeanos. Además de su carrera musical se dedica a sus otras dos pasiones, la pintura y la poesía. En el mes de agosto de 2020 editó su primer libro, Otros engranajes. 
Desde el año 2021 se radicó en la ciudad de Madrid en donde montó su estudio de grabación y su taller, desde donde continúa con sus actividades artísticas. 
Abril se encuentra actualmente produciendo su tercer disco solista. 

## Biografía
Abril Sosa comenzó en la música con una banda de punk llamada Colapsus, que ensayaba en la sala de los hermanos Gabriel y Fernando Ruiz Díaz, en Villa Luro. Cuando él tenía 14 años, Marcelo Baraj (baterista original de Catupecu Machu) abandonó la banda y los hermanos Ruiz Díaz le propusieron a Sosa que toque con ellos.
Formó parte de la banda entre 1995 y 2002 y durante esos años grabó los discos Dale!, A Morir!!!, Cuentos Decapitados y el DVD en vivo Eso vive. En paralelo formó otra banda que llevaría el nombre de Cuentos Borgeanos, donde tocó la guitarra y cantó.
A mediados de 2002 decide abandonar Catupecu Machu para dedicarse tiempo completo a su nueva banda. Ese mismo año lanzan su primer disco, Fantasmas de lo nuevo, con la que comenzaron a darse a conocer en la ciudad de Buenos Aires. Dos años más tarde, bajo el sello BMG, la banda grabó Misantropía.
En 2007, firman un contrato con el sello EMI y lanzan su tercer disco, Felicidades, que incluye temas que tendrían amplia rotación en los medios como «Eternidad», «Felicidades» y «Océano». Su último disco, Psicomágico, fue editado en 2009 y contiene 11 canciones.
En 2010 la banda se disuelve. En 2012 comienza su carrera solista con su proyecto El Piloto Ciego y actúa en el filme Abril en Nueva York.
Luego de un tiempo separado de Cuentos Borgeanos, deciden regresar con el disco Postales, que salió a la venta en el 2014, con quien luego de una gira por todo el país que culminó en su primer Teatro Ópera, entró en un receso para continuar con su carrera solista.
En el 2017 editó su segundo álbum de estudio como solista, luego de firmar contrato con Sony Music Argentina. Luego editó un EP de 4 singles con canciones compartidas.
En 2022, regresa como baterista de Catupecu Machu después de 20 años, presentándose en el festival Quilmes Rock. Luego de girar intermitentemente con dicha banda, Aprile recibe un llamado de alguien que coordina la banda para decirle que ya no iba a tocar con ellos, lo cual lo deja apartado del proyecto una vez más -esta vez con mucho dolor-, por lo cual vuelve a dedicarse a tiempo completo a sus actividades artísticas desde Madrid, ciudad en la que reside.  

## Discografía

### ConCatupecu Machu
- 1997 - Dale!
- 1998 - A Morir!!!
- 2000 - Cuentos Decapitados
- 2002 - Eso vive (DVD)

### ConCuentos Borgeanos
- 2002 - Fantasmas de lo nuevo
- 2004 - Misantropía
- 2007 - Felicidades
- 2009 - Psicomágico
- 2014 - Postales

### Como solista
- 2012 - El piloto ciego
- 2017 - Canciones para que me crea (primer intento)
- 2017 - Canciones para que me crea (segundo intento)